# Rods

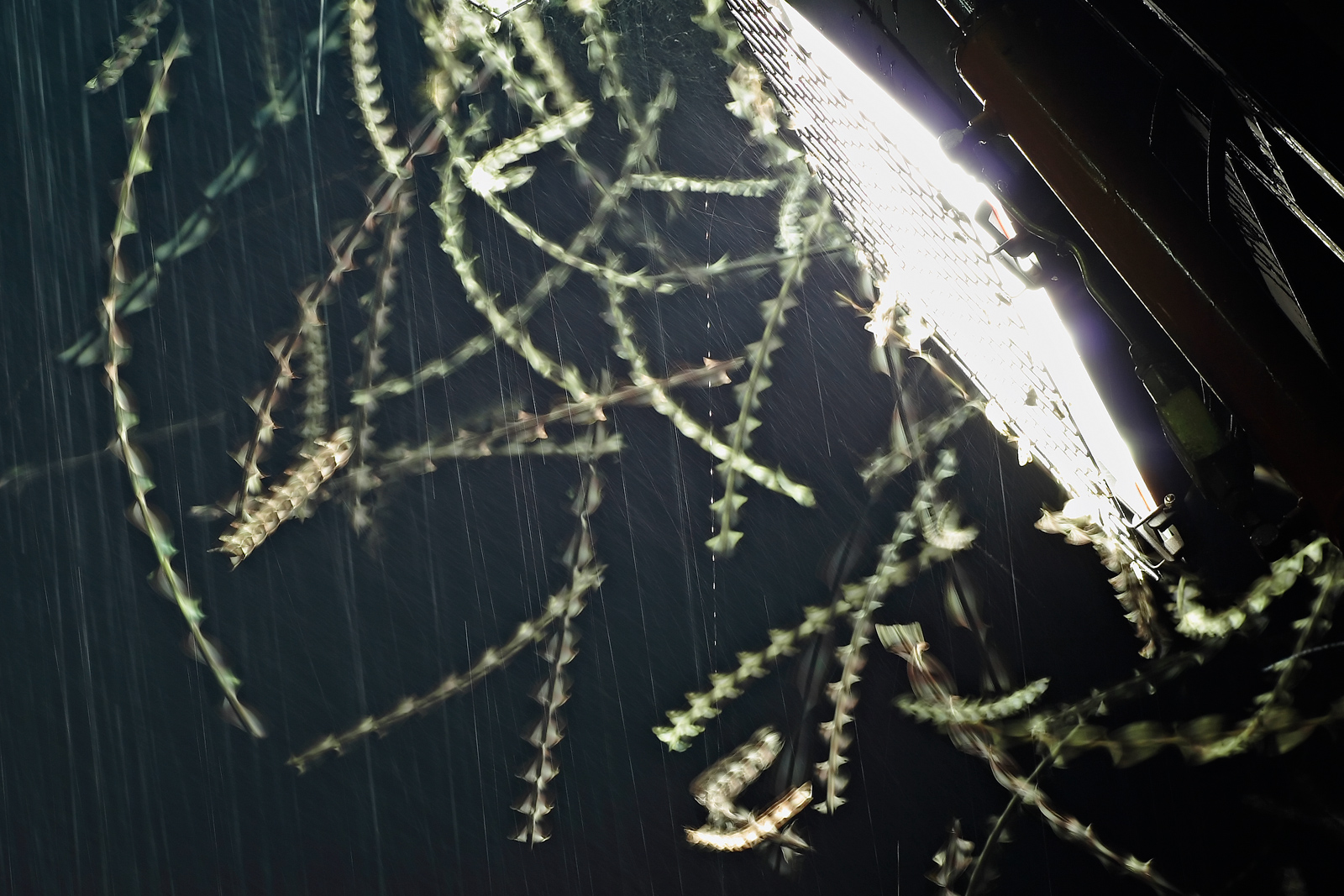
Ćmy sfotografowane przy długim czasie naświetlania

Rods – artefakty w nagraniach wideo i zdjęciach, manifestujące się jako jasne i podłużne, często spiralne twory. Eksperymenty przy użyciu kamer o różnej szybkości nagrywania pokazały, że są one złudzeniem wywołanym przez wlatujące w kadr owady lub ptaki, gdy czas ekspozycji fotografii jest stosunkowo długi. Kryptozoolodzy uważają je za nieznane nauce zwierzęta.